# Răzvan Rădulescu
Pour les articles homonymes, voir Radulescu.
Răzvan Rădulescu, né le 23 octobre 1969 à Bucarest, est un écrivain et scénariste roumain.

## Biographie
Răzvan Rădulescu étudie à l’université de Bucarest et publie ses premiers textes en 1995, dans un volume collectif, Tabloul de familie (Tableau de famille). Son premier roman, Viaţa şi Faptele lui Ilie Cazane, paru en 1997, chez Cartea Românească (réédité en 2008, chez Polirom), a reçu le Prix de la Première Œuvre, décerné par l’Union des Écrivains. Le second, Teodosie cel Mic, paru en 2006, également chez Polirom, a reçu le prix de littérature de l’Union européenne en 2010. Tous deux sont parus dans une traduction française, aux Éditions Zulma, sous les titres respectifs de La Vie et les Agissements d’Ilie Cazane (2013) et Théodose le Petit (2015).
Comme scénariste, il collabore avec plusieurs réalisateurs roumains, dont Cristi Puiu (La Mort de Dante Lazarescu, 2005), Cristian Mungiu (4 mois, 3 semaines, 2 jours, 2007), Călin Peter Netzer (Mère et Fils, 2013) et Radu Muntean (Mardi, après Noël, 2010 ; L'Étage du dessous, 2015).

## Publications
- Viaţa şi Faptele lui Ilie Cazane (1997), La Vie et les Agissements d’Ilie Cazane (2013)
- Teodosie cel Mic (2005), Théodose le Petit (2015), 512 pages, éditions Zulma  (ISBN 978-2-8430-4703-9)

## Filmographie
- 2001 : Marfa și banii, co-scénarisé avec Cristi Puiu
- 2003 : Niki et Flo, titre original Niki Ardelean, colonel în rezervă, co-scénarisé avec Cristi Puiu
- 2005 : La Mort de Dante Lăzărescu (Moartea domnului Lăzărescu), co-scénarisé avec Cristi Puiu
- 2006 : Liaisons morbides scénario d'après le roman de Cecilia Ștefănescu Legături bolnăvicioase pour le film du réalisateur Tudor Giurgiu
- 2006 : Offset, film de Didi Danquart
- 2006 : Hîrtia va fi albastrã, co-scénarisé avec Alex Baciu et Radu Muntean (également réalisateur de ce film)
- 2007 : 4 mois, 3 semaines, 2 jours (4 luni, 3 săptămâni şi 2 zile)
- 2007 : Der geköpfte Hahn
- 2008 : Boogie, co-scénarisé avec Alex Baciu et Radu Muntean (également réalisateur de ce film)
- 2008 : Le voyage de Gruber (Călătoria lui Gruber), co-scénarisé avec Alex Baciu, film réalisé par Radu Gabrea
- 2009 : Felicia, înainte de toate
- 2010 : Mardi, après Noël (Marți, după Crăciun), co-scénarisé avec Alex Baciu et Radu Muntean (également réalisateur de ce film)
- 2010 : Autobiografia lui Nicolae Ceaușescu
- 2010 : Podslon
- 2010 : Principles of Life
- 2012 : Die feinen Unterschiede
- 2013 : Mère et Fils
- 2015 : L'Étage du dessous (Un etaj mai jos)
- 2016 : Soy Nero

## Reconnaissance
- Prix de la Première Œuvre, décerné par l’Union des Écrivains, 1997
- Prix de littérature de l'Union européenne 2010 pour Théodose le petit